# Repertorio Americano
Repertorio Americano fue una revista cultural publicada en San José, Costa Rica por Joaquín García Monge, de forma interrumpida entre 1919 y 1958. Significó un importante foro de discusión para la intelectualidad latinoamericana del período. Su editor consideraba el periodismo como promoción de ideas e ideales democráticos para el bien común. Así, Repertorio Americano construyó una comunidad internacional que profesaba el americanismo. Dentro de su orientación ideológica se encontraba el republicanismo, el antifascismo y el pacifismo.«y a ella ha de acudirse cuando se trata no sólo de hallar los términos propios para una historia de la cultura de América contemporánea, sino cuando se quiera subrayar el conocimiento de las grandes figuras de nuestro continente». Dicho en las propias palabras del editor de la publicación, «las 
revistas sirven para que en ellas la generación pensante o ilustrada de un país o de un continente diga lo que piensa y sienta acerca de las múltiples incitaciones de la vida. Para ello ha de haber libertad, tolerancia y la inevitable acción y reacción de los pareceres que en las revistas se dan cita». 

## Inicios de la Revista

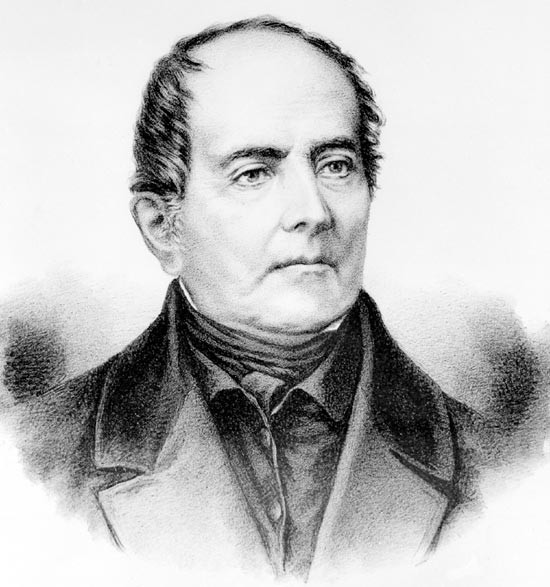
Andrés Bello fue el creador del primer "Repertorio" que inspiró un siglo después el "Repertorio Americano"

Los inicios intelectuales de la revista Repertorio Americano están relacionados con el otro «Repertorio» que un siglo antes fundara en Londres Andrés Bello. El 1 de septiembre de 1919, aparece el primer número de Repertorio Americano, cuya vida se prolonga por 39 años hasta mayo de 1958, cuando fallece su editor, habiendo alcanzando el número 1181. 
Fue dirigida por un solo hombre, Joaquín García Monge, quien había acumulado una larga experiencia como editor, en periódicos como La Siembra y Verdad, empresas compartidas con otros intelectuales costarricenses como Roberto Brenes Mesén y José María «Billo» Zeledón Brenes. 
En la primera década del siglo XX, Brenes Mesén concibe la edición de las series «Ariel», y «Convivio» las cuales circularon ampliamente en Costa Rica y en el exterior. Esta experiencia le permitió establecer las bases en cuanto a la edición y distribución de los impresos más allá de la geografía física e intelectual de Costa Rica.  Aparece entonces su decisión de homologar y actualizar el modelo de revista que utilizara décadas atrás Andrés Bello.
El antecedente directo de la aparición de la revista Repertorio Americano está ligado a un viaje obligado que debe realizar García Monge como producto de las acciones represivas tomadas por la dictadura de los Tinoco. Ya en Nueva York, toma fuerza la idea editorial e intenta interesar a algunos amigos e intelectuales en la fundación de su futura revista.
Los costos de la edición de Repertorio se reducían estrictamente a los de imprenta, ya que los materiales para el montaje de sus contenidos se conseguían mayoritariamente de revistas, periódicos y libros que se le enviaban a García desde los lugares más remotos de América y de España.

## Crecimiento y desarrollo

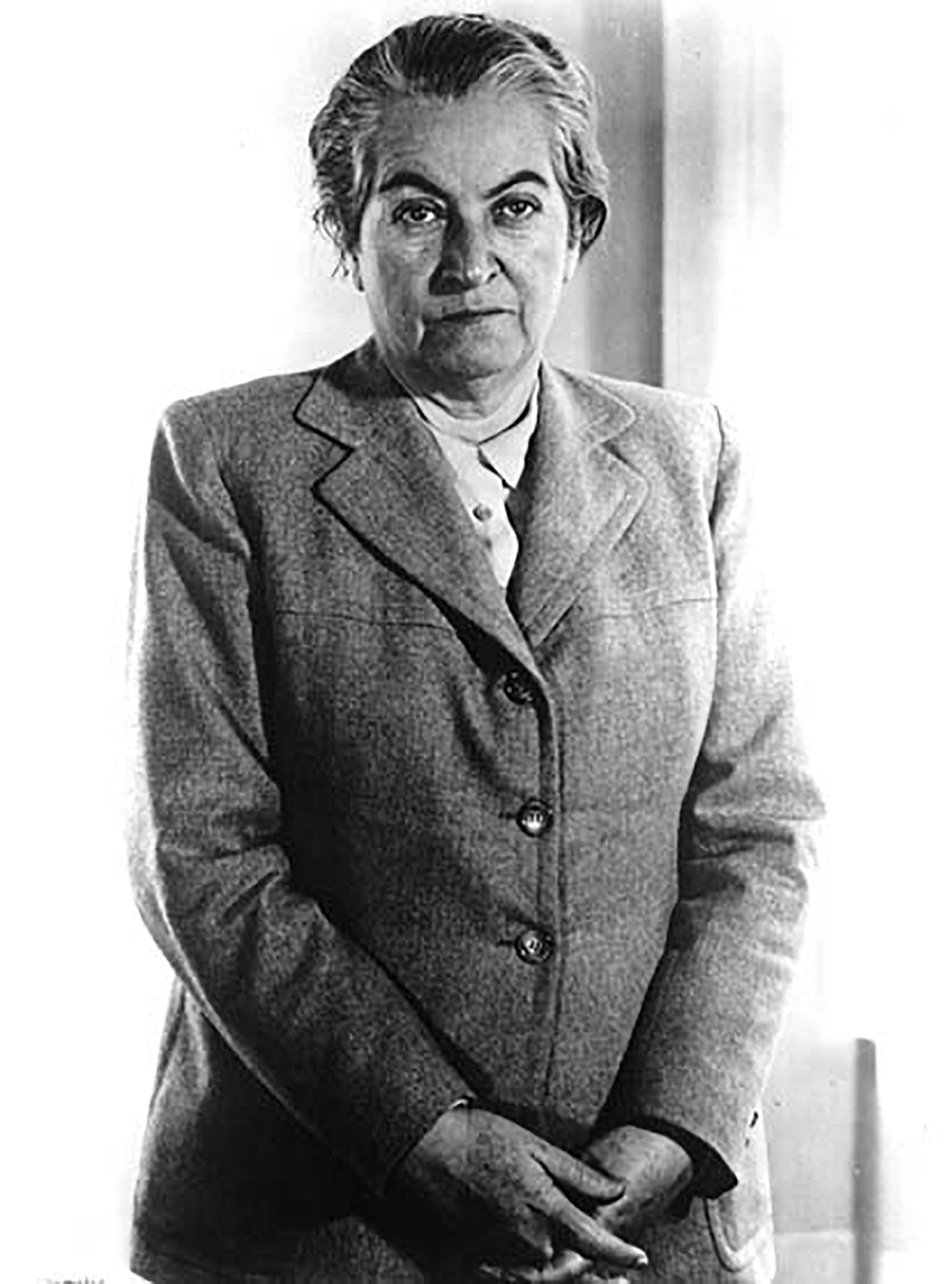
Gabriela Mistral colaboró con artículos para Repertorio Americano

Con el transcurso del tiempo y el ascendente prestigio de la revista entre los intelectuales y escritores, los materiales publicados cambian de modo sustancial a un mayor número de colaboraciones inéditas que en algunos casos debieron esperar el turno correspondiente.
Al inicio de los años veinte, el editor comienza a introducir notas sueltas bajo el título «De los libros que nos llegan». En esa misma década creó una columna denominada «Noticiero», en la que incluía numerosas notas de libros, autores, revistas, cartas, que le son enviadas, y las respuestas a muy diversas inquietudes de sus lectores, amigos y escritores del mundo.
En 1924 aparece la sección «Un estante de obras escogidas», con el siguiente anuncio «A precios módicos y al contado tiene el editor del Repertorio Americano encargo de vender…», y de seguido aparece la lista de libros con su respectivo precio. Bajo esta modalidad se anunciaron por años cientos de libros, algunos difíciles de conseguir de otro modo. Podían anunciarse libros bajo otros títulos, pero la idea era la misma: poner a disposición del público lector de Repertorio libros y folletos de ocasión a precios módicos.
Durante 1925 y por varios años incluyó «Índice», que era básicamente un listado de libros recientes dedicados a un tema o un país. Ese mismo año también apareció el apartado «Bibliografía titular» que era un registro semanal de extractos y referencias de los libros y folletos que se reciben de los autores y de las casas editoras. Esta columna cambio de nombre en 1935, a «Libros y Autores», o «Noticia de Libros y Autores». Muchos libros de estos eran obsequios de los autores o casas editoras para poner a la venta, parte de esos ingresos iban a parar al financiamiento de la revista.
Al finalizar los años veinte, García Monge dedicó varios números de la revista a dar nombres y direcciones de los escritores del continente americano por medio de una sección que llamó «Señas de escritores», pues consideraba muy importante obtener y divulgar los datos del mayor número de escritores de América, lo cual le valió el adjetivo de «Coordinador de América», acuñado por el mexicano Alfonso Reyes. Este interés posiblemente estuvo en relación con su actividad como editor y con el carácter continental de la revista.

## La vieja época
Luego de varios años de ausencia en el panorama cultural costarricense, volvió a salir la revista, desde 1974, cuando es publicada por la Universidad Nacional -a la cual le fueron cedidos los derechos-, por medio del Instituto de Estudios Latinoamericanos. 
Las nuevas ediciones aparecen como "nueva época", con numeración corrida a partir del número 1 y un formato diferente con reminiscencias del modelo tradicional que identificó la Revista desde 1919, cuando la dirigía don Joaquín. 
Las ediciones regulares son semestrales y versan sobre temas misceláneos relacionados sobre todo con América Latina. Se pretende, además, revivir el sentido de universalidad del antiguo "Repertorio" con temas y problemas propios de otros lugares más allá de Latinoamérica, en cualquiera de las modalidades y géneros acostumbrados: artículo, ensayo, narrativa, poesía, teatro, testimonio, epistolar, informes de investigación o avances, bibliografías críticas, reseñas, dibujo, grabado.
En un discurso que nunca pronunció, Joaquín García Monge se refirió a la revista de la siguiente manera:
«Por espacio de 25 años el REPERTORIO ha sido tribuna y cátedra donde han hablado para las Américas los Jefferson y los Sarmiento, los Lincoln y los Martí, los Emerson, y los Rodó, los Whitman y los Darío, los James y los Hostos. En la galería de esas páginas ilustran con su ejemplo Washington y Bolívar, y San Martín y O'Higgins, y Miranda y Morelos e Hidalgo, y Montalvo y González Prada, Vasconcelos y Haya de la Torre, e Ingenieros y los Caso, los Lugones y los Alfonso Reyes, los Waldo Frank y las Gabriela Mistral... Todos los que han tenido un mensaje para la juventud o para su patria, mensajes de libertad o de liberación, de derecho y de justicia en las dimensiones del Continente».